# Bengt Nordenskiöld
Bengt Nordenskiöld, švedski vojaški pilot in general, * 6. september 1891, Sundsvali, † 28. januar 1983.
Nordenskiöld je bil načelnik Generalštaba Švedskega vojnega letalstva (Flygvapenchef) med letoma 1942 in 1954; bil je prvi načelnik generalštaba s pilotsko izobrazbo.

## Napredovanja
- 1916 - Poročnik (Löjtnant)
- 1934 - Podpolkovnik (Överstelöjtnant)
- 1937 - Polkovnik (Överste)
- 1941 - Generalmajor (Generalmajor)
- 1942 - Generalporočnik (Generallöjtnant)
- 1954 - General (General)